# Every Day's a Holiday

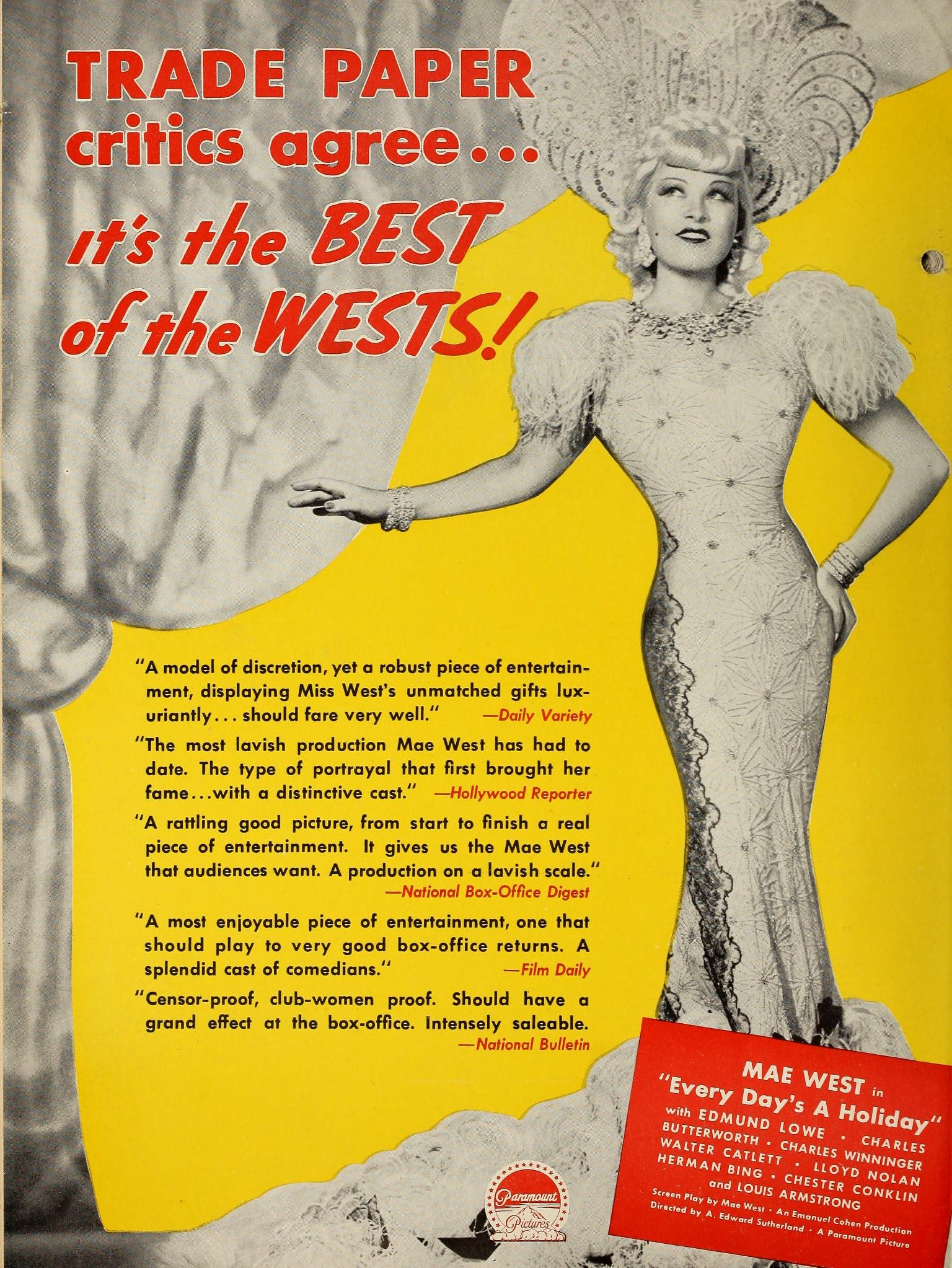
Cartaz publicitário de Every Day's a Holiday (1937) com destaques da crítica norte-americana

Every Day's a Holiday é um filme estadunidense de 1937, do gênero comédia, dirigido por A. Edward Sutherland e estrelado por Mae West, que também escreveu o roteiro. Último filme de Mae na Paramount Pictures, trata-se de uma produção cara e luxuosa que fracassou junto ao público, mas que é muito elogiada pela crítica .  Ken Wlaschin coloca-o como um dos dez melhores trabalhos da carreira de Mae.
O filme foi indicado para o Oscar de Melhor Direção de Arte.

## Sinopse
Na Nova Iorque de fins do século XIX, a vigarista Peaches O'Day "vende" a Ponte do Brooklyn para um pobre inocente e tem de deixar a cidade, escoltada pelo Capitão McCarey, que não a prende porque no fundo a admira. Mais tarde, ela volta, travestida como a cantora francesa Fifi, para denunciar John Quade, o corrupto chefe de polícia. Em seguida, ajuda a campanha de McCarey para prefeito, contra o mesmo Quade, que se utiliza de golpes baixos para tentar vencer a eleição.

## Elenco
| Ator/Atriz          | Personagem                      |
| ------------------- | ------------------------------- |
| Mae West            | Peaches O'Day                   |
| Edmund Lowe         | Capitão McCarey                 |
| Charles Butterworth | Larmadou Graves                 |
| Charles Winninger   | Van Reighle Van Pelter Van Doon |
| Walter Catlett      | Nifty Bailey                    |
| Lloyd Nolan         | John Quade                      |
| Herman Bing         | Fritz Krausmeyer                |

## Principais prêmios e indicações
| Prêmio | Categoria(s) Indicada(s) | Categoria(s) Premiada(s) |
| ------ | ------------------------ | ------------------------ |
| Oscar  | Melhor Direção de Arte   | ---                      |